# La Fresnais
 La Fresnais  es una población y comuna francesa, situada en la región de Bretaña, departamento de Ille y Vilaine, en el distrito de Saint-Malo y cantón de Cancale.

## Demografía
| 1598 | 1652 | 1649 | 1778 | 1955 | 1948 |
| Para los censos de 1962 a 1999 la población legal corresponde a la población sin duplicidades (Fuente: INSEE [Consultar]) |      |      |      |      |      |